# Institut für Textkritik
Das Institut für Textkritik (ITK) ist ein gemeinnütziger Verein zur Förderung editorischer Initiativen und der Erarbeitung neuartiger Editionsmodelle mit Sitz in Heidelberg. Neben etablierten Editionsprojekten wie der historisch-kritischen Ausgabe der Werke Franz Kafkas (FKA), Gottfried Kellers (HKKA), Johann Peter Hebels und der Brandenburger Kleist-Ausgabe (BKA) unterstützt das ITK auch die Herausgabe der Zeitschrift TEXTkritische Beiträge mit Aufsätzen zu Problemen der Textkritik, Edition und literaturwissenschaftlichen Grundlagenforschung.

## Selbstverständnis
Als eine Kooperative unabhängiger Editionen und Editoren unternimmt das im Jahr 1994 gegründete ITK den Versuch, detaillierte philologische Forschung mit avancierten Techniken der Textdarstellung zu verbinden. Angestrebt ist ein praxisnahes Verfahren der Herstellung moderner historisch-kritischer Ausgaben, bei dem die Traditionen der Philologie und der Typographie in Kontakt mit den durch Computer und Scanner eröffneten Möglichkeiten gebracht werden.
Die im Umgang mit den überlieferten Materialien und Texten sowie der Satzherstellung gewonnenen Erfahrungen sollen durch die Publikationen und sonstigen Aktivitäten des Instituts gerade in ihrer Wechselwirkung der wissenschaftlich und literarisch interessierten Öffentlichkeit transparent gemacht werden.
Dem Vorstand des ITK gehören an Roland Reuß, Peter Staengle (beide Ruprecht-Karls-Universität Heidelberg) und Wolfram Groddeck (Universität Zürich). Die vom ITK unterstützten Editionen und andere Publikationen werden exklusiv (im Fall der Gottfried Keller-Ausgabe zusammen mit der Neuen Zürcher Zeitung) vom Stroemfeld Verlag (Frankfurt am Main und Basel) verlegt und vertrieben, in dem u. a. die Werke Georg Trakls und die Frankfurter Hölderlin-Ausgabe (FHA) erschienen sind. Die Ausgaben enthalten jeweils die handschriftliche Überlieferung sowohl in Form von schwarz-weiß Faksimiles als auch digitalisiert auf CD-ROM.

## Service
Das ITK bietet über seine Webseite technische Hilfsmittel für die editorische Arbeit wie ein Programm zur Satzspiegelberechnung nach Villard de Honnecourt und Jan Tschichold (Villard), eine PostScript-Schrift zur Darstellung metrischer Einheiten am Computer (ITKMetrum), ein Sonderzeichenprogramm und die – erstmals – in digitalisierter Form verfügbare Stefan-George-Schrift (St.-G.-Schrift) an. Hinzu kommen Auswahlbibliografien zum Werk bedeutender Autoren wie Paul Celan und August Wilhelm Schlegel, faksimilierte Erstdrucke von Friedrich Hölderlin und Franz Kafka und die Bereitstellung schwer zugänglicher Werke wie Edward Youngs Klagen, oder Nachtgedanken in der Übersetzung Johann Arnold Eberts aus den Jahren 1768 bis 1774 oder das bedeutende Nachschlagewerk Die deutsche Druckersprache (1900) von Heinrich Klenz.

## Projekte
- Editionen:
  - Johann Peter Hebel, Historisch-Kritische Ausgabe
  - Franz Kafka-Ausgabe, Historisch-Kritische Ausgabe (FKA)
  - Gottfried Keller, Historisch-Kritische Ausgabe (HKKA)
  - Heinrich v. Kleist, Brandenburger Ausgabe (BKA)
  - Robert Walser, Kritische Edition sämtlicher Drucke und Manuskripte (KWA)
- edition TEXT – exemplarische historisch-kritische Einzeleditionen, u. a. Theodor Fontane, Italo Svevo, William Faulkner und René Schickele
- Kleist-Material – Georg Minde-Pouets Nachlass
- TEXTkritische Beiträge – Zeitschrift des ITK zu editionswissenschaftlichen Themen, herausgegeben von Roland Reuß, Wolfram Groddeck und Walter Morgenthaler
- BRIEFkasten – Datenbank zu Briefen und Korrespondenzen aus der Zeit 1750–2000, u. a. Paul Celan, Friedrich de la Motte Fouqué und August Wilhelm Schlegel
- Heinrich v. Kleist – Dokumente zu Lebzeiten